# Cirolanides texensis
Cirolanides texensis is een pissebed uit de familie Cirolanidae. De wetenschappelijke naam van de soort is voor het eerst geldig gepubliceerd in 1896 door Benedict.